# Арсений (Бока)
Иеромона́х Арсе́ний (рум. Ieromonah Arsenie, в миру Зиан Бока, рум. Zian Boca; 29 октября 1910, село Ваца-де-Сус, жудец Хунедоара, Румыния — 28 ноября 1989, Синая, Румыния) — иеромонах Румынской православной церкви, богослов и иконописец.
Был духовником, настоятелем, строителем и первым насельником пустовавшего более сотни лет Монастыря Брынковяну, называемом также Сымбэта-де-Сус; впоследствии переведён в монастырь Прислоп. При жизни подвергался гонениям со стороны Секуритате, был одним из узников лагерей коммунистического режима в Румынии.

## Биография
Родился в крестьянской семье Иосифа и Кристины Бока. Родители были глубоко верующими людьми. При крещении будущему иеромонаху было дано имя Зиан. В 1929 году окончил с отличием православный лицей «Аврам Янку» в г. Брад. В 1929—1933 гг. учился в Институте Богословия в Сибиу, где считался одним из наиболее одарённых студентов. В этот период он открыл в себе талант художника. В 1933 году отправлен митрополитом Николаем (Бэланом) в Бухарест, для продолжения образования в Институте Изобразительного Искусства. В Бухаресте он посещает также курс анатомии и лекции по христианской мистике знаменитого профессора Никифора Крайника. Вместе со священником Думитру Стэнилоае, участвует в переводе на румынский язык сборника «Добротолюбие», а также является иллюстратором четырёх томов данного сборника, вышедшего из печати в Сибиу.

### Принятие сана
Согласно документам Архиепископии Сибиу, был рукоположён в чтецы и иподиаконы в сентябре 1935 года, в том же году рукоположён в сан монашествующего диакона. В 1939 году посещает румынский скит Продром на Святой Горе Афон, где проводит три месяца, посвящая всё время молитве и строгому, 40-дневному посту. После возвращения в Румынию, подвизался в монастыре Сымбэта-де-сус.
3 мая 1940 года принял монашеский постриг с именем Арсений. 10 апреля 1942 года принял сан священника и был назначен настоятелем монастыря Сымбэта-де-Сус, пустовавшего более ста лет. Пока монастырь восстанавливался из руин, отец Арсений жил в крохотной келье, высеченной в скале. В самое короткое время ему удалось не только в полной мере возродить жизнь святой обители, но и создать широкое движение за духовное возрождение. В 1944 году отец Арсений посещает г. Кишинёв (Бессарабия), где изучает церковную живопись и технику золочения икон. Возвращается на родину весной 1945 года.

### Период гонений и духовническая деятельность
В мае 1948 года был арестован и подвергся пыткам со стороны Секуритате. Беспочвенно обвинён в причастности к националистическому движению фашистского толка (согласно некоторым источникам, в действительности, Арсений Бока симпатизировал движению «Легион Архангела Михаила», впоследствии получившему название «Железная Гвардия»). 25 ноября 1948 года, по благословению митрополита Николае Бэлана, переведён в монастырь Прислоп. Монастырь был в плачевном состоянии, после того, как его покинули последние насельники — трое монахов греко-католического обряда. Был назначен настоятелем данного монастыря. В 1950 году Прислоп становится женским монастырём. Отец Арсений утратил пост настоятеля, оставаясь при этом духовником монастыря, а настоятельницей назначена монахиня Замфира. В 1951 году отец Арсений был снова задержан Секуритате. После отбытия наказания (9-месячного заключения в тюрьмах Окнеле-Мари и Канал), отец Арсений возвращается в Прислоп. В 1959 году, после ликвидации монастыря, вся его община, включая отца Арсения, была распущена. Отец Арсений был запрещён в служении. Здание монастыря было превращено в дом престарелых, оставаясь таковым вплоть до восстановления деятельности монастыря в 1976 году. В 1961 году, после долгих скитаний, Арсений Бока получает место художника в Ателье Патриархии при монастыре Скит Монахинь в Бухаресте; он также участвует в богослужениях, но только в качестве певчего. В 1968 году выходит на пенсию (минимального размера); начинает роспись церкви в местности Драганеску, которой посвятил 15 лет жизни, стремясь к созданию «Сикстинской капеллы» румынского православия.

### Последние годы жизни и смерть
Оставшиеся 20 лет жизни (1969—1989 гг.) отец Арсений проводит под строгим наблюдением службы безопасности, без права покидать место жительства, в художественном ателье и своей келье в новоосвященном монастыре в Синае. Скончался там же 28 ноября 1989 года. Похоронен 4 декабря 1989 года на кладбище монастыря Прислоп. Место его захоронения с первых дней стало местом паломничества десятков тысяч верующих со всей Румынии.

## Труды

### «Добротолюбие» (Филокали́я)
На протяжении многих лет помогал своему наставнику, отцу Думитру Стэнилоае (который был его учителем в Сибиу), переводить сборник духовных произведений православных авторов IV—XV веков «Добротолюбие», известный также как «Филокали́я». Из поездки на Афон Арсений привёз ему рукописи, редактировал перевод, нарисовал обложку книги и способствовал публикации сборника. В первом издании отец Стэнилоае назвал его основным читателем румынского текста «Добротолюбия».

### Посмертные издания
- Дорога к царству / Arsenie Boca, Cărarea împărăţiei, изд. Episcopiei Ortodoxe Romane a Aradului, 1995, Zamfira Constantinescu.
- Духовная борьба / Arsenie Boca, Lupta duhovnicească, изд. Agaton, Fagaras, 2009, Ion Cismileanu.
- Подходы к монашеской жизни / Arsenie Boca, Trepte spre vieţuirea în monahism, изд. Teognost, Cluj-Napoca, 2003.
- Живые слова / Arsenie Boca, Cuvinte vii, изд. Editura Charisma, Deva, 2006
- Возведение брака на уровень тайны: духовное наставничество / Arsenie Boca, Ridicarea casatoriei la rang de taina: indrumator duhovnicesc, изд. Agaton, Fagaras, 2003
- Жизнь ради перемен / Arsenie Boca, O viata inchinata Schimbarii noastre, изд. Agathon, Fagaras, 2012, Natalia Corlean.

## Отражение в культуре
- Румынский автор Раду Чинамар (Radu Cinamar, псевдоним) в своей первой книге «Viitor cu cap de mort» (2005) повествует о трёхчасовой беседе главного героя с отцом Арсением, а также о значении святого отца для секретных служб Румынии.